# Guido Pizarro
| (2567) Elba1                                                 | 19. Mai 1979      |
| (4060) Deipylos2                                             | 17. Dezember 1987 |
| (7082) La Serena2                                            | 17. Dezember 1987 |
| (7968) Elst-Pizarro2                                         | 14. Juli 1996     |
| (12238) Actor2                                               | 17. Dezember 1987 |
| (12687) de Valory2                                           | 17. Dezember 1987 |
| (19128) 1987 YR12                                            | 17. Dezember 1987 |
| (21003) 1987 YV12                                            | 17. Dezember 1987 |
| 1 zusammen mit Oscar Pizarro 2 zusammen mit Eric Walter Elst |                   |

Guido Pizarro ist ein chilenischer Astronom und Asteroidenentdecker.
Pizarro arbeitete an der Europäischen Südsternwarte (ESO), als er im Rahmen eines Kartographierungsprojekts für den Südhimmel am 24. September 1975 eine Aufnahme im Sternbild Mikroskop machte. Auf dieser Photoplatte entdeckte Richard Martin West am 5. November die erste Spur des Großen Kometen C/1975 V1 (West).
Im Zeitraum von 1979 bis 1996 entdeckte Pizarro am La-Silla-Observatorium (IAU-Code 809) insgesamt acht Asteroiden, die meisten davon zusammen mit Eric Walter Elst.
Er ist der Mitentdecker des Asteroiden (7968) Elst-Pizarro, der ein kometenartiges Verhalten zeigt und deshalb auch mit der Nummer 133P/Elst-Pizarro geführt wird.

## Ehrungen
Der Asteroid (4609) Pizarro wurde nach ihm und seinem Bruder Oscar benannt, mit dem er am La-Silla-Observatorium zusammenarbeitet.

## Quelle
- Lutz D. Schmadel: Dictionary of Minor Planet Names. 5th ed. Springer, Berlin 2003, ISBN 3-540-00238-3 (engl.) [Voransicht bei Google Book Search